# Ernst Deutsch-Dryden
Ernst Deutsch-Dryden (* 3. August 1887 in Wien, Österreich-Ungarn; † 17. März 1938 in Los Angeles)  war ein österreichischer Kostümbildner und Gebrauchsgrafiker.

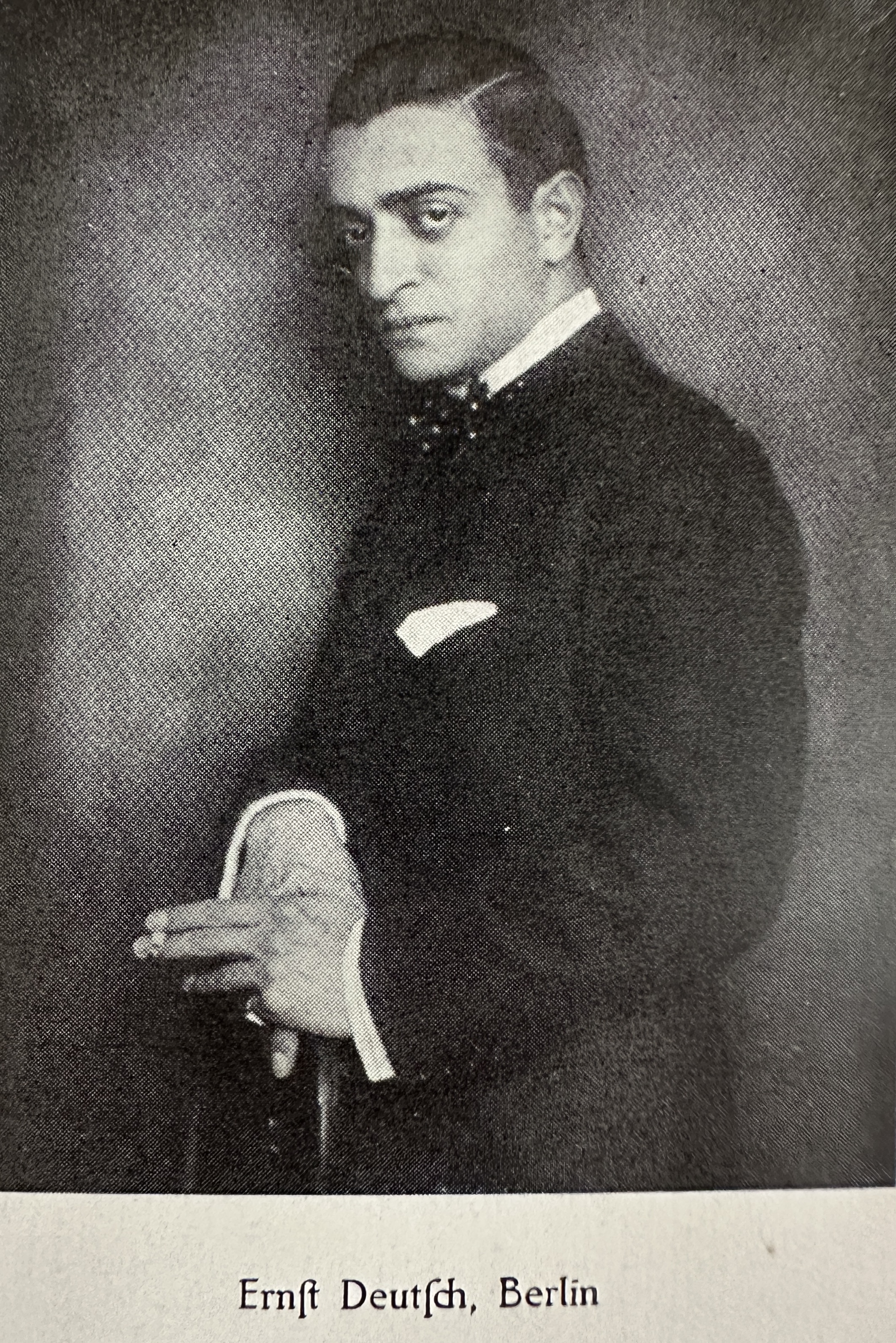

## Leben und Wirken

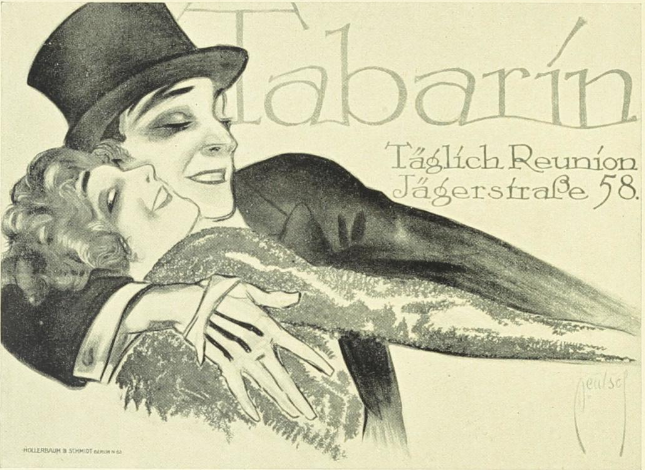
Tabarin in Berlin (1912)

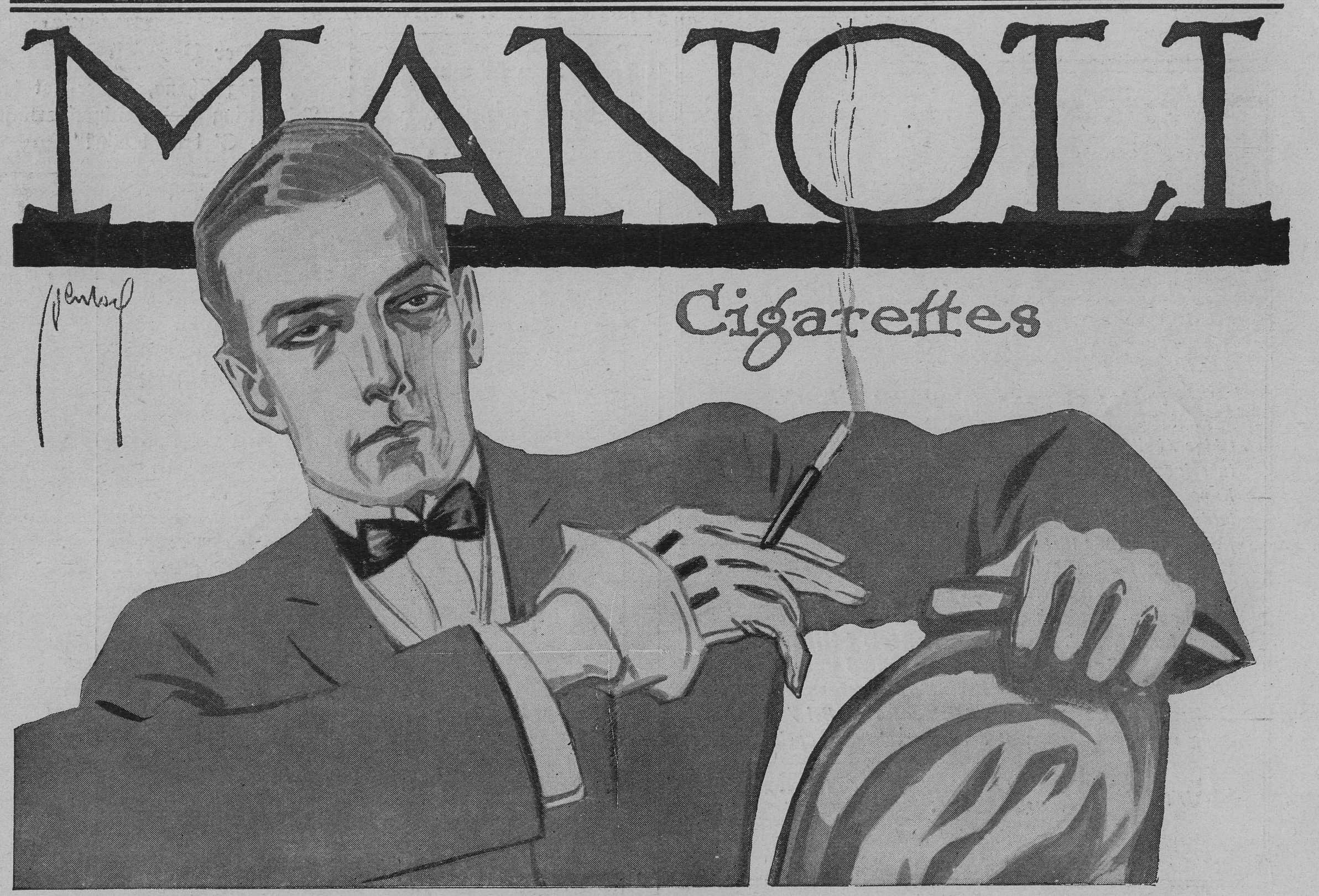
Reklameanzeige der Firma Manoli von Ernst Deutsch-Dryden (1914)

Der Künstler wurde als Sohn eines jüdischen Kaufmannes aus Szeged unter dem Namen Ernst Deutsch in Wien geboren. Über seine schulische Ausbildung ist nichts bekannt. Deutsch war nach eigener Angabe Schüler der Kunstgewerbeschule (heute Universität für angewandte Kunst) in Wien, wobei er in diesem Zusammenhang immer wieder fälschlicherweise als Schüler Gustav Klimts erwähnt wird. Tatsächlich taucht Deutsch nicht in den Schülerlisten der Kunstgewerbeschule auf, war aber vermutlich Gasthörer. Zwischen 1910 und 1916 arbeitete er für die renommierte Kunstdruckerei Hollerbaum und 1911 übersiedelte er nach Berlin, um als „erster Mitarbeiter“ bei der Berliner Zeitschrift Elegante Welt zu arbeiten. Der Weg von Wien nach Berlin war ein logischer, den viele österreichische Grafiker, wie Julius Klinger, Franz Christophe, Victor Theodor Slama, Theo Matejko oder Mihály Biró folgten, denn Berlin war zu dieser Zeit aufgeschlossen und modern. Das protestantische Berlin war Juden gegenüber toleranter, Mischehen waren erlaubt, während in Wien unter Bürgermeister Karl Lueger der Antisemitismus salonfähig wurde. Seine bis 1918 entstandenen Werbeplakate zählen zur „goldenen Zeit der Posterkunst“. Neben Lucian Bernhard, Ludwig Hohlwein, Hans Rudi Erdt und seinen österreichischen Kollegen zählte Dryden zu den bedeutendsten Vertretern der Reklamekunst.
Der Erste Weltkrieg und ein Plagiatskandal beendeten jäh seine Karriere in Berlin. Nach der Veröffentlichung einer 1916 von Hans Reimann zusammengestellten Schwarzen Liste von Gebrauchsgrafikern, deren grafische Entwürfe Reimann als Plagiat zu entlarven glaubte, und in der Deutsch an prominenter Stelle genannt wurde, könnte Deutsch veranlasst haben, Berlin zu verlassen und nach Wien zurückzukehren. Seine beginnende Karriere in Berlin war nun unterbrochen worden und ein Neubeginn in Berlin nach Kriegsende scheiterte. Deutsch ging daher zurück nach Wien, wo er als Damen- und Herrenmodedesigner für Kniže & Comp. arbeitete und diesem in der Folge zu Weltgeltung verhalf. 1919 startete er seine Karriere unter dem Pseudonym „Dryden“ erneut. Warum er sich den Namen „Dryden“ zulegte, ist bis heute ein Rätsel. Vermutlich nahm er den Namen aus Verehrung für die amerikanische Illustratorin Helen Dryden, die für die Vogue arbeitete, an. Aber erst am 3. Juli 1931 wurde Ernst Deutschs Namen schließlich per landeshauptmannschaftlichen Bescheid offiziell von Deutsch auf Dryden umgeändert. Dryden galt als stets elegant gekleideter Bonvivant und „Partylöwe“. Billy Wilder sah in ihm sogar den „elegantesten Mann der Welt“.
1926 zog Deutsch-Dryden nach Paris, wo er die Artdirektion der Zeitschrift „Die Dame“ übernahm. Zugleich entwarf er auch für Coco Chanel und seine gewagtesten Werbearbeiten als Grafikdesigner für Kunden und Produkte wie „Bugatti“, „Cinzano“, „Canadian Club Whiskey“ oder auch das Parfum „Eau de Vie“ entstanden ebenfalls zu dieser Zeit. Leitmotiv seiner Arbeit war dabei weniger der Luxus, als vielmehr die Etablierung eines eigenen Werbestils. Ein Stil, den er zugleich mit seiner jungen Geschäftspartnerin Helene „Hello“ Wolff-Budischovsky zur Hello Wear umsetzte und damit das gleichnamige Wiener Geschäft, die Hello Boutique beschickte, welche er auch noch aus Hollywood weiterhin mit Modeentwürfen und Tipps versah. Direkt nach der Eröffnung 1936 am Graben (im Zentrum Wiens), zählten zu ihren ersten Kunden Prince Edward und seine Frau Wallis Simpson, Stilikonen ihrer Zeit und damalige Botschafter der modischen zeitlosen Eleganz, schlechthin.
Um 1929 wanderte Deutsch-Dryden in die USA aus, wo er zuerst in New York Station machte und für große Modehäuser wie Saks Fifth Avenue, Macy’s, Marshall Field & Co arbeitete. Dort gestaltete er erstmals Entwürfe für den aufkommenden Markt der Massenkonfektion. Das neue Umfeld und der Umstand, dass er nun zwar elegante Konfektionsware, aber keine Haute Couture anfertigte, ließen in ihm schnell den Wunsch nach beruflichen Veränderung reifen. 1933 schließlich konnte er als Kostümdesigner in Hollywoods Filmindustrie Fuß fassen. Er war für die Studios Universal, Columbia und Selznick tätig. Seine Kostümentwürfe für Grace Moore, Mary Astor und Jane Wyatt wurden später auch für die Konfektion adaptiert. Auch Marlene Dietrich, die er noch aus Berlin kannte, stattete er für den ersten Technicolor-Film „The Garden of Allah“ persönlich aus, was ihm eine große Freude war, da sie sein „optisches Ideal“ darstellte.
Der Künstler verstarb 1938, fünf Tage nach dem Einmarsch Hitlers in Österreich. in seiner Villa in Hollywood, West Los Angeles, an einem Herzinfarkt.
Das Museum für angewandte Kunst (MAK) in Wien widmete Ernst Deutsch-Dryden von April bis Juli 2002 eine Ausstellung, in der vor allem Plakaten und Werbegrafiken zu sehen waren. Darunter etwa Plakate für „Salamander Schuhe“, die „Anker Versicherung“ und „Austro-Daimler“ oder Werbeanzeigen für die „Elegante Welt“, „Die Dame“ sowie die „Neue Freie Presse“. Eine kleinere Sammlungspräsentation zeigte das Museum für Kunst und Gewerbe Hamburg 2018 gemeinsam mit Zeichnungen der Illustratorin Marlice Hinz (1903–1978).

## Filmografie

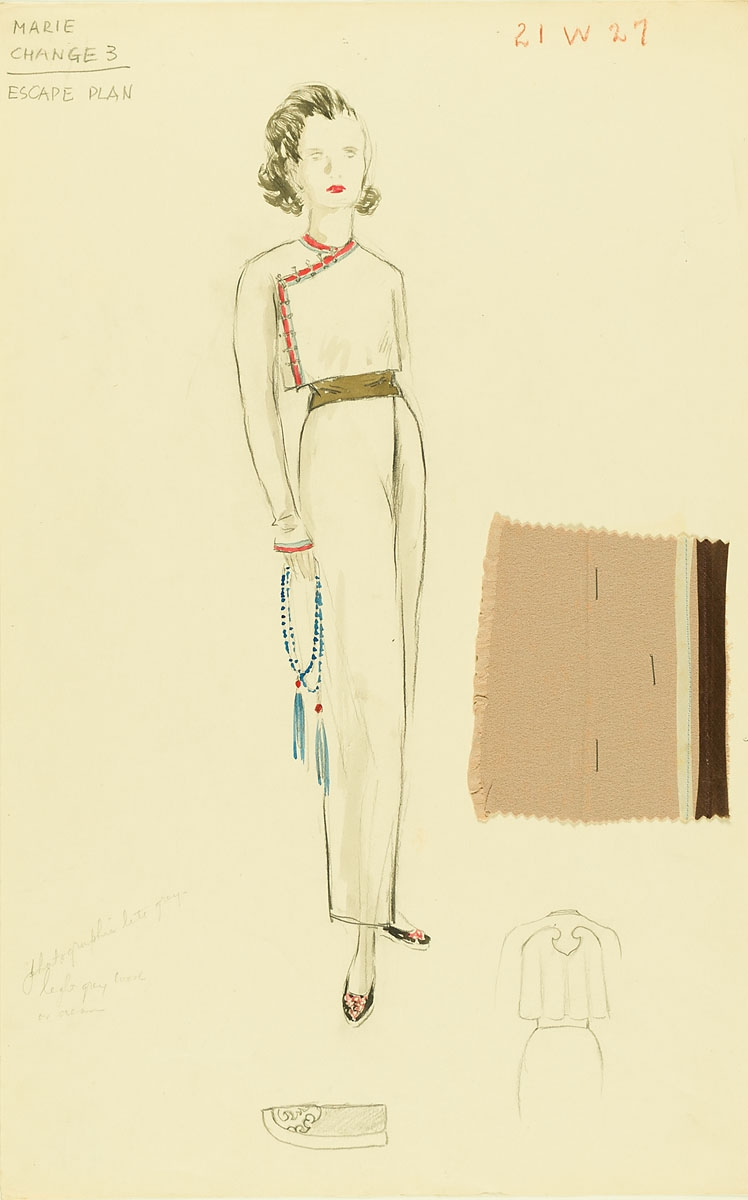
Kostümentwurf für Margo Albert in dem Film „Lost Horizon“ mit angefügter Stoffprobe, Museum für Kunst und Gewerbe Hamburg

Deutsch-Dryden entwarf Kostüme in neun Filmproduktionen:
- 1935: Was geschah gestern? (Remember Last Night?) (Produktion: Universal Pictures, Regie: James Whale)
- 1936: The King Steps Out (Produktion: Columbia Pictures, Regie: Josef von Sternberg)
- 1936: The Garden of Allah (Produktion: Selznick International Pictures, Regie: Richard Boleslawski)
- 1936: Lady from Nowhere (Produktion: Columbia Pictures, Regie: Gordon Wiles)
- 1936: Come Closer, Folks (Produktion: Columbia Pictures, Regie: D. Ross Lederman)
- 1936: The Final Hour (Produktion: Columbia Pictures, Regie: D. Ross Lederman)
- 1937: Lost Horizon (Produktion: Columbia Pictures, Regie: Frank Capra)
- 1937: The Prisoner of Zenda (Produktion: Selznick International Pictures, Regie: John Cromwell)
- 1937: The Devil’s Playground (Produktion: Columbia Pictures, Regie: Erle C. Kenton)